# Suman Pokhrel
Suman Pokhrel (nep. सुमन पोखरेल; ur. 21 września 1967 w Biratnagar) – nepalski poeta, tłumacz, dramaturg, i artysta. Uniwersytety w Nepalu i Indiach włączyły jego poezję do programów nauczania. Pisarze i inne osoby z całego świata często cytują jego dzieła i korzystają z nich w swoich pracach naukowych oraz postach na mediach społecznościowych. Miłośnicy jego poezji nawet wyrywają wersy z jego twórczości na swoje ciała w formie tatuaży. Suman Pokhrel jest także tłumaczem poezji Anny Świrszczyńskiej na język nepalski.
Pokhrel jest jedynym pisarzem, który dwukrotnie otrzymał Nagrodę Literacką SAARC. Nagrodę tę otrzymał w latach 2013 i 2015. Otrzymał również kilka innych nagród, w tym "Nagrodę dla Inspirującego Poety Azji" i "Międzynarodową Nagrodę Literacką Shaluk" w 2023 roku, za swoje wkłady w poezję, sztukę i literaturę.

## Życiorys ‍‍
Pokhrel urodził się 21 września 1967 r. w dzielnicy Mills w Biratnagarze, jako syn Mukunda Prasad Pokhrel i Bhakta Devi Pokhrel.
Pokhrel uczęszczał do Bal Mandir, przedszkola państwowego w Biratnagarze, aż do piątego roku życia. W wieku siedmiu lat przeniósł się do swojej rodzinnej wsi Kachide w Dhankuta, gdzie wychowywała go jego babka ze strony ojca. Jego dziadek ze strony ojca, Bidhyanath Pokhrel, był poetą i politykiem. Wczesne zainteresowanie literaturą Suman wykształcił pod wpływem biblioteki swojego dziadka, wypełnionej literaturą nepalską, hindi i klasyczną literaturą sanskrycką. W wieku dwunastu lat wrócił do Biratnagaru, aby mieszkać z rodzicami. Pokhrel był pod opieką ojca, który był inżynierem z zawodu, bibliofilem o dużym zainteresowaniu sztuką i literaturą.

## Kariera
Jako wielojęzyczny poeta, Pokhrel pisał w językach nepalskim, angielskim, hindi i urdu. Jego dzieła zostały przetłumaczone na wiele innych języków i publikowane są w czasopismach i czasopismach z różnych krajów. Wiele z jego prac zostało przetłumaczonych na inne języki przez różnych tłumaczy, w tym przez samego siebie.
Suman Pokhrel zadebiutował w świecie literackim w 1999 roku wydaniem zbioru wierszy „Shoonya Mutuko Dhadkanbhitra”, opublikowanego przez wydawnictwo Vani w Biratnagarze, Nepalu. To wydarzenie oznaczało początek jego drogi jako poety, zdobywając uznanie w kręgach literackich. Kolejne dzieło, „Hazaar Aankhaa Yee Aankhaamaa”, wydane w 2002 roku, umocniło jego pozycję jako cenionego poety o mistrzowskim wyrażeniu lirycznym.
Jego literackie poszukiwania kontynuowały się zbiorem wierszy po nepalsku „Jeevanko Chheubata”, wydanym w 2009 roku. Publikacja ta podkreśliła jego zdolności poetyckie i ugruntowała jego reputację jako godnego uwagi poety w środowisku literackim. Talent Pokhrela sięgał także poezji lirycznej, gdy współpracował z wokalistami i kompozytorem muzycznym Bed Nidhi Poudel, co zaowocowało utworami takimi jak „Na Ta Din Bhayo”, „Pagliyera Pokhiyun Jhain”, „Dharti Aakash Bhanda Para” i „Kati Mitha”. Wydał również dwa albumy muzyczne, „Bhitra Kahaan Kahana” i „Yo Ke Bhayo”, zawierające oryginalne utwory.
Poezja Suman Pokhrela została przetłumaczona na język angielski i znalazła się w różnych antologiach, takich jak „Sweet and Sour Dreams” i „Songs We Share”, opublikowane przez Fundację Pisarzy i Literatury SAARC w Nowym Delhi, Indie. Ponadto, jego poezja przetłumaczona na angielski znalazła się w antologiach takich jak „Snow Jowel”, „Oh My Sweetest Heart”, „Art of Being Human”, „South Asian Poetry” i „Oxygen: Parables of the Pandemic”, między innymi. Te prace znalazły również miejsce w cenionych literackich magazynach i czasopismach, w tym „California Quarterly”, „Global Poetry”, „Spillwords” i wielu innych. Wiersze Suman Pokhrela zostały również przetłumaczone na języki arabski, bengalski, francuski, hindi, włoski, maithili, odia, portugalski, rosyjski, sanskrycki, hiszpański, urdu i wietnamski. Te przetłumaczone wiersze zostały opublikowane w różnych miejscach w różnych krajach..
Po przetłumaczeniu i umieszczeniu jego poezji w antologiach i prestiżowych czasopismach na całym świecie, wpływ literacki Pokhrela rozszerzył się międzynarodowo. Został zaproszony na światowe festiwale literackie i konferencje, rozpoczynając od Międzynarodowego Spotkania Literackiego i Międzynarodowego Festiwalu Opowiadań Krótkich w Raipurze, Indiach, w 2008 roku.
Zaangażowanie literackie Sumana Pokhrela przekroczyło granice. Reprezentował Nepal na wielu międzynarodowych wydarzeniach literackich, w tym festiwalach w Agrze (2009), Nowym Delhi (2010, 2011) i Chandigarh (2010). W 2014 roku uczestniczył w Festiwalu Sufi SAARC. Jego obecność kontynuowała się na wydarzeniach takich jak Festiwal Literatury Azji Południowej w Nowym Delhi (2017), Pierwsza Konferencja Azjatyckich Pisarzy w Aśtanie, Kazachstan (2019) i Festiwal Vishwarang w Bhopalu (2019), wspierając wymianę kulturową i umacniając swoją pozycję literacką.
W 2016 roku jego sztuka „Yajnaseni”, zainspirowana sanskryckim eposem „Mahabharata”, miała premierę z uznaniem w Irving, Dallas, TX, USA. Inna kompozycja, „The Unheard Plea” (2019), połączyła jego umiejętności liryczne, kompozycyjne i wokalne z umiejętnościami Sudha Raghuraman. Inauguracyjne wykonanie miało miejsce w Nowym Jorku w 2018 roku, po którym nastąpiła zarejestrowana wersja.
Pokhrel był reżyserem programu telewizyjnego reality show „Kavyaarohan”, w którym występowali znani poeci z Nepalu i Indii. Program miał premierę w 2019 roku w Aarohan Gurukul w Biratnagarze, Nepalu, i zakończył swoją pierwszą serię w 2022 roku, pomimo zakłóceń spowodowanych pandemią COVID-19.
Jako tłumacz Pokhrel przetłumaczył dzieła wielu poetów i pisarzy z różnych stron świata na język nepalski. Przetłumaczył sztukę Williama Shakespeare'a Burza na nepalski jako Aandhibehari, która została opublikowana przez Akademię Nepalu w 2018 roku. Jego tłumaczenia poezji takich jak Anny Achmatowej, Anny Świrszczyńskiej, Allena Ginsberga, Delmiry Agustini, Forugh Farrochzad, Gabrieli Mistral, Jacques’a Préverta, Mahmuda Darwisza, Nazik Al-Malaika, Nâzıma Hikmeta, Nizara Kabbaniego, Octavia Paza, Pabla Nerudy, Sylvii Plath, Jehudy Amichaja. zostały zebrane w antologii poezji w tłumaczeniu na nepalski zatytułowanej Manpareka Kehi Kavita. Jego tłumaczenia pięćdziesięciu jeden poetów Język kannada, w tym Kuvempu, G. S. Shivarudrappa, D. R. Bendre, V. K. Gokak, U. R. Ananthamurthy, Siddalingaiah, P. Lankesh, K. S. Nissar Ahmed, Chandrashekhar Patil, Baraguru Ramachandrappa, Doddarange Gowda, Chennaveera Kanavi, Sumatheendra R Nadig, H. S. Venkateshamurthy, Gopalakrishna Adiga, Allama Prabhu, Manu Baligar, S. R. Ekkundi i Jayant Kaikini, zostały zebrane w antologii zatytułowanej Bharat Shashwat Aawaz. Inni znani poeci, których przetłumaczył na nepalski to m.in. Faiz Ahmad Faiz, :en:Sahir Ludhianvi, Atal Bihari Vajpayee, Langston Hughes, Maya Angelou, Gulzar i Uday Prakash, a także Ajit Cour, Sheema Kalbasi, Anamika, Kalpna Singh-Chitnis, Azita Ghahreman i Hélène Cardona. Tłumaczenia Pokhrela na nepalski zostały uznane za jedne z najlepszych przekładów literackich przetłumaczonych na ten język.
Pokhrel przetłumaczył również dzieła wielu poetów i pisarzy piszących w języku nepalskim, takich jak Laxmi Prasad Devkota, Gopal Prasad Rimal, Bhupi Sherchan, Ishwar Ballav, Abhi Subedi Krishna Bhooshan Bal i Sanu Sharma, na język angielski, hindi i urdu.

## Uznanie
Literackie wkłady Pokhrela znalazły uznanie w środowiskach akademickich. Uniwersytet Tribhuvan i Uniwersytet Purbanchal w Nepalu, oraz Uniwersytet Keraly i Uniwersytet GD Goenka w Nowym Delhi oraz Cauvery College for Wome w Tiruchirappalli w Indiach, włączyły jego wiersze do swoich programów nauczania. Jego wersy zyskały również uwagę w pracach naukowych i artykułach dziennikarskich, odzwierciedlając ich wpływ na różne platformy.

### Nagrody
- Nagrodę dla Inspirującego Poety Azji
- Shaluk International Literature Award (2023)
- Aarohan Poetry Award (2022)
- Babarsinha Thapa Memorial Award (2022)
- Sasidhdhi National Talent Award (2018)
- SAARC Literary Award(inne języki) (2015, 2013)
- Person of the Year award from Youth for Blood (2015)
- Parikalpana Award (2013)

## Twórczość

### Poezja
- Soonya Mutuku Dhadkanbhitra(inne języki) – 2000, Vaani, Biratnagar[11]
- Jeevanko Chheubaata(inne języki) – 2009, Vaani, Biratnagar[12]

### Wiersze liryczne
- हजार आँखा यी आँखामा हजार आँखा यी आँखामा 2003, Vaani, Biratnagar[13]
- Malai Zandagi Nai Dukhdachha 2016
- Soundaryako Sangeet 2018

### Spektakl teatralny
- Yajnaseni(inne języki)

### Tłumaczenia

#### Poezja
- Manpareka Kehi Kavita(inne języki)[3]
- Bharat Shashwat Aawaz(inne języki) 2018

#### Spektakl teatralny
- Aandhibhehari 2018